# محمد إياد الشطي
محمد إياد الشطي (ولد عام 1940م) رئيس مجلس أمناء جامعة القلمون الخاصة وزير الصحة السوري السابق من مواليد دمشق. شغل منصب وزير الصحة في الحكومة السورية لأكثر من 15 سنة من عام (1987 - 2004)

## سيرته وتأهيله الجامعي
ولد محمد إياد الشطي يوم الخميس 20 جمادى الآخرة 1359 هـ الموافق لـ 25 يوليو 1940 بمدينة دمشق.
حصل على شهادة الدكتوراه في الطب البشري من جامعة دمشق بمرتبة امتياز عام 1964 وتابع تأهيله بعد الدكتوراه في مشافي كليفلند كلنيك التابعة لجامعة كيس وسترن ريسرف - مركز أبحاث الجيش الأمريكي لعلم الأمراض A.F.I.P فيما بين 1971-1964.

## شهاداته
من الشهادات التي نالها بموجب التدريب السابق :
- شهادة D.P.L خلويات - جامعة Case Western Reserve
- شهادة D.P.L هيئة الترخيص لممارسة فن الأمراض الباطنة والجراحة - الولايات المتحدة الأمريكية
- شهادة البورد في تخصص التشريح المرضي.
- بورد أمريكي في علم الأمراض A.B.P.
- دبلوم أمراض الجملة العصبية D.P.L.
- شهادة اختصاص لممارسة الطب والجراحة في واشنطن D.C رقم 5954/3.

## عضويته
- الكلية الأمريكية للمشرحين المرضيين C.A.P.
- الرابطة الأمريكية للمخبريين السريريين A.S.C.P.
- أكاديمية نيويورك للعلوم N.Y.A.S.
- الرابطة الأمريكية لتقدم العلوم A.A.A.S.
- عضو دولي باحث في مؤسسة كليفلاند كلينيك I.F.R.C.C.
- الأكاديمية الدولية للتشريح المرضي I.A.P.
- عضو عامل في مجمع اللغة العربية بدمشق.

## مناصبه

### الوظائف والمهام الحالية
- أستاذ علم الأمراض: كلية الطب - جامعة دمشق.
- رئيس مخبر علم الأمراض مستشفى الأسد الجامعي.
- رئيس مخبر علم الأمراض مستشفى المواساة الجامعي.
- مستشار أكاديمي لرئيس جامعة الشام.
- رئيس مجلس أمناء جامعة القلمون.
- رئيس الرابطة السورية لعلم الأمراض.
- رئيس المجلس العلمي لعلم الأمراض.
- عضو مجلس أمناء هيئة التميز والإبداع.
- عضو مجلس حكماء مؤسسة تاريخ دمشق.

### وظائف ومهام سابقة
- أستاذ مساهم: كلية الطب - الجامعة الأمريكية بيروت 1971-1983.
- نائب عميد كلية الطب - جامعة دمشق 1978-1981.
- عميد كلية الطب - جامعة دمشق 1986-1987.
- العميد الإنشائي لمستشفى الأسد الجامعي.
- تحديث مناهج كلية الطب كافة بشكل متكامل بالتعاون مع WHO باللغة العربية وَفق المعجم الطبي الموحد (لأول مرة).
- تأسيس قسم الأورام في كلية الطب ومركز الطب النووي 1975-1987.

### مناصب أخرى
- أستاذ في كليفلاند كلينيك.
- رئيس شعبة باثولوجيا الجملة العصبية.
- أول طبيب عربي يتولى المكتب الإقليمي لمنظمة الصحة العالمية في جنيف عام 1990م.
- رئيس الهيئة التنفيذية منظمة الصحة العالمية.
- نائب رئيس مجلس الأمناء - الجامعة الأوروبية الخاصة.
- نائب رئيس فرع دمشق - منظمة الهلال الأحمر العربي السوري.[3]
- رئيس تحرير مجلة جامعة دمشق للعلوم الطبية.[5]

## جوائز حصل عليها
- جائزة W.E.Lower للبحوث - كليفلاند كلينيك.
- جائزة الإنجاز Lifetime Achievement - من الرابطة الطبية السورية الأمريكية SAMS.
- جائزة التميز - الرابطة العربية الأمريكية NAAMA.
- جائزة الإنجاز - منظمة الصحة العالمية.
- جائزة التميز - الرابطة الطبية الأمريكية.

## آثاره العلمية
- "الأسس الباثولوجية للأمراض" للمؤلفَين ستانلي روبنز ورمزي قطران، نقله إلى اللغة العربية الدكتور محمد إياد الشطي بالمشاركة مع عدد من الأساتذة  في كلية الطب البشري بجامعة دمشق. وقد حاز على جائزة معرض الكويت السادس والثلاثين للكتاب لعام 2011 في مجال أفضل كتاب مترجم إلى اللغة العربية في العلوم. والكتاب هو الثلاثين  ضمن سلسلة الكتاب الطبي الجامعي ترجمه الشطي.[6]